# Доњотериберско језеро
Доњотериберско језеро (рус. Нижнетериберское водохранилище) вештачко је језеро смештено у северном делу Мурманске области, на крајњем северозападу европског дела Руске Федерације. Цела површина језера административно припада Кољском рејону.
Језеро је настало преграђивањем корита реке Териберке на свега 200 метара узводно од њеног ушћа у Баренцово море. Језеро је испуњено водом током 1987. године. Снага Доњотериберске ХЕ је 26,5 MW.
Површина језерске акваторије је 1,42 км², запремина око 0,0112 км³, док је површина сливног подручја 2.020 км².